# Geschützter Landschaftsbestandteil Felsklippen nördlich Rösenbeck
Der Geschützte Landschaftsbestandteil Felsklippen nördlich Rösenbeck mit einer Flächengröße von 0,29 ha liegt nahe am Dorf Rösenbeck im Stadtgebiet von Brilon. Das Gebiet wurde 2001 mit dem Landschaftsplan Hoppecketal durch den Kreistag des Hochsauerlandkreises als Geschützter Landschaftsbestandteil (LB) ausgewiesen. Der LB ist umgeben vom Landschaftsschutzgebiet Freiflächen Thülener Bruch / Schwarzes Haupt / Rösenbeck.

## Beschreibung
Der Landschaftsplan führt zum LB aus: „Mitten aus der umgebenden Feldflur hebt sich nördlich von Rösenbeck – von Süden gesehen – eine Felswand von ca. 5 m Höhe heraus. Ihr näheres Umfeld ist teilweise mit Gehölzen bestanden (Sträucher, nur im Osten eine größere Esche); teilweise durchdringt das Weidegrünland die Feldgehölze und Klippenbereiche. Unabhängig von der Wirkung des LB auf das Landschaftsbild kann sich das Artenpotenzial dieses Kalkmagerstandortes wegen des ungehinderten Viehzutritts nicht voll entfalten, so dass das nachfolgende Gebot zu einer deutlichen Qualitätssteigerung des Objekts führen kann.“

## Schutzzweck
Der Landschaftsplan dokumentiert zum Schutzzweck:
„Als geschützte Landschaftsbestandteile werden Teile von Natur und Landschaft festgesetzt, soweit ihr besonderer Schutz
a) zur Sicherstellung der Leistungsfähigkeit des Naturhaushaltes,
b) zur Belebung, Gliederung oder Pflege des Orts- und Landschaftsbildes oder
c) zur Abwehr schädlicher Einwirkungen
erforderlich ist. Der Schutz kann sich in bestimmten Gebieten auf den gesamten Bestand an Bäumen, Hecken oder anderen Landschaftsbestandteilen erstrecken.“
Zu Verboten ist im Landschaftsplan aufgeführt:
„Nach § 34 Abs. 4 LG ist die Beseitigung eines geschützten Landschaftsbestandteils sowie alle Handlungen, die zu einer Zerstörung, Beschädigung oder Veränderung des geschützten Landschaftsbestandteils führen können, verboten.“
Mit dem Landschaftsplan wurde das Gebot erlassen:
„Die Geschützten Landschaftsbestandteile sind durch geeignete Pflegemaßnahmen zu erhalten, solange der dafür erforderliche Aufwand in Abwägung mit ihrer jeweiligen Bedeutung für Natur und Landschaft gerechtfertigt ist.“